# Lelio Dalla Volpe
Lelio Dalla Volpe, nome completo Lelio Antonio Gaetano, detto anche Lelio Della Volpe (Bologna, 17 settembre 1685 – Bologna, 1749), è stato un tipografo italiano, oltre che libraio.

## Biografia
Figlio di Antonio Maria e di Domenica Buzighelli, iniziò la sua attività di stampatore nel 1720 e ottenne in poco tempo grande prestigio, tanto che la sua libreria, smercio non solo delle sue edizioni ma anche di quelle estere, divenne abituale luogo di incontro dei più importanti letterati e studiosi bolognesi contemporanei e anche dei forestieri.
Dalla Volpe si dimostrò molto capace, dato che si garantì il favore di Ordini religiosi e di privati come clienti.
La prima pubblicazione di una certa importanza uscita dai suoi impianti fu l'opera in tre volumi Theologia moralis Regolarium (1720-1723) del dotto T. F. Roero.
Uno degli obiettivi del Dalla Volpe fu quello di garantirsi il favore dell'Istituto delle scienze per diventare il tipografo ufficiale del centro.
È del 1731 il De Bononiensi scientiarum et artium Instituto atque Academia commentarii, storica narrazione dell'origine dell'Istituto e dell'altrettanto celebre Accademia, i cui tre tomi che composero il primo volume furono tutti stampati dal Dalla Volpe in numerose copie.
Da quel momento si rivolse sempre più frequentemente alla stampa delle opere di noti studiosi e scienziati, tra i quali quelle del veneziano Francesco Algarotti, del centese Girolamo Baruffaldi, di Eustachio Manfredi, Flaminio Scarselli, Giampietro e Francesco Zanotti, tutte accolte tutte con grandi consensi dalla critica italiana.
Durante uno dei convegni all'interno della sua libreria si concretizzò l'idea, proposta dallo stesso Dalla Volpe, del rifacimento in ottave del Bertoldo di Giulio Cesare Croce. Scritto da vari poeti, non solo bolognesi, il libro uscì nel 1736 in una splendida edizione, illustrata con acqueforti del Crespi ritoccate da Ludovico Mattioli, che consacrò definitivamente la fama di Lelio Dalla Volpe.
Dalla Volpe, inoltre stampò numerosi altri testi impreziositi da importanti apparati iconografici: sono degni di particolare nota la Direzione a giovani studenti nel disegno dell'Architettura civile di Ferdinando Galli Bibiena (1725 e 1731), ma soprattutto la Storia dell'Accademia Clementina di Giampietro Zanotti (1739), con raffinate incisioni di Giovanni Lorenzini, Sante Manelli e Giovanni Lodovico Quadri.
Per quanto riguarda le edizioni musicali furono numerose le stampe importanti, dalle Regole per il Canto fermo di A. M. Bertalotti del 1720 alla prima opera musicale nel 1734, le Litanie e Antifone a quattro voci con violino, op. I di padre Giovan Battista Martini, seguite
dalla stampa di altri maestri bolognesi, soprattutto il Martini, con le sue Sonate per l'organo e il cembalo e i Duetti da camera, nel 1747 e 1763; una Dissertatio progressionis in musica e soprattutto l'Esemplare o sia Saggio fondamentale pratico di contrappunto fermo, nel 1774 e 1775; sempre del Martini pubblicò tra il 1757 e il 1781 una Storia della musica, in tre volumi.
La sua attività venne proseguita dal figlio Petronio che la portò avanti con eguale successo fino alla morte, nel 1794.
A centinaia si contano i titoli delle opere stampate dai Dalla Volpe che, per quasi un secolo, tennero una posizione di primo piano nell'editoria bolognese, segnalandosi non solo per l'accuratezza e la nitida eleganza delle edizioni, ma una viva attenzione al risveglio culturale dell'epoca; ciò che li portò a pubblicare, accanto ai classici, opere di contemporanei, fra cui numerose quelle di scienza.

## Pubblicazioni
- Theologia moralis Regolarium, di T. F. Roero (1720-1723);
- Regole per il Canto fermo, di A. M. Bertalotti (1720);
- Direzione a giovani studenti nel disegno dell'Architettura civile, di Ferdinando Galli Bibiena (1725 e 1731);
- De Bononiensi scientiarum et artium Instituto atque Academia commentarii, Istituto delle scienze (1731);
- Litanie e Antifone a quattro voci con violino, op. I, di padre Giovan Battista Martini (1734);
- Bertoldo, di G. C. Croce (1736);
- Storia dell'Accademia Clementina, di Giampietro Zanotti (1739);
- Sonate per l'organo e il cembalo, di padre Giovan Battista Martini (1747);
- Duetti da camera, di padre Giovan Battista Martini (1763);
- Dissertatio progressionis in musica, di padre Giovan Battista Martini (1774);
- Esemplare o sia Saggio fondamentale pratico di contrappunto fermo, di padre Giovan Battista Martini (1775);
- Storia della musica, di padre Giovan Battista Martini (1757-1781).